# قائمة قرارات الأمم المتحدة المتعلقة باليمن
تناولت قرارات الأمم المتحدة المتعلقة باليمن بشكل أساسي الحرب الأهلية في شمال اليمن، والحرب الأهلية في اليمن عام 1994، والحرب الأهلية اليمنية منذ 2014 حتى الآن.

## قائمة القرارات
| القرار | تاريخ          | التصويت                                              | تتعلق بـ                                                      |
| ------ | -------------- | ---------------------------------------------------- | ------------------------------------------------------------- |
| 29     | 12 أغسطس 1947  | بالإجماع                                             | التوصية بقبول اليمن وباكستان                                  |
| 50     | 29 مايو 1948   | بالإجماع                                             | القضية الفلسطينية                                             |
| 179    | 11 يونيو 1963  | 10–0–1 (امتناع: الاتحاد السوفيتي)                    | الحرب الأهلية في شمال اليمن                                   |
| 188    | 9 أبريل 1964   | 9–0–2 (امتناع المملكة المتحدة والولايات المتحدة)     | الهجمات البريطانية في اليمن وانتهاك أجواء اتحاد الجنوب العربي |
| 243    | 12 ديسمبر 1967 | بالإجماع                                             | قبول انضمام اليمن الديمقراطي إلى عضوية الأمم المتحدة          |
| 924    | 1 يونيو 1994   | بالإجماع                                             | الحرب الأهلية اليمنية 1994                                    |
| 931    | 29 يونيو 1994  | بالإجماع                                             | الحرب الأهلية اليمنية 1994                                    |
| 2014   | 21 أكتوبر 2011 | بالإجماع                                             | الوضع في اليمن                                                |
| 2051   | 12 يونيو 2012  | بالإجماع                                             | الوضع في اليمن                                                |
| 2140   | 26 فبراير 2014 | بالإجماع                                             | الوضع في اليمن                                                |
| 2201   | 15 فبراير 2015 | بالإجماع                                             | الوضع في اليمن                                                |
| 2204   | 24 فبراير 2015 | بالإجماع                                             | الوضع في اليمن                                                |
| 2216   | 14 أبريل 2015  | 14–0–1 (امتناع: روسيا)                               | الوضع في اليمن                                                |
| 2342   | 23 فبراير 2017 | بالإجماع                                             | تجديد العقوبات على اليمن                                      |
| 2402   | 26 فبراير 2018 | بالإجماع                                             | تجديد العقوبات على اليمن                                      |
| 2511   | 25 فبراير 2020 | 13–0–2 (امتناع: الصين وروسيا)                        | الوضع في الشرق الأوسط                                         |
| 2564   | 25 فبراير 2021 | 14–0–1 (امتناع: روسيا)                               | الوضع في اليمن                                                |
| 2624   | 28 فبراير 2022 | 11–0–4 (امتناع: البرازيل، أيرلندا، المكسيك، النرويج) | الوضع في اليمن وتجديد العقوبات                                |
| 2675   | 15 فبراير 2023 | بالإجماع                                             | الوضع في اليمن                                                |
| 2691   | 10 يوليو 2023  | بالإجماع                                             | الوضع في اليمن                                                |
| 2707   | 14 نوفمبر 2023 | بالإجماع                                             | الوضع في اليمن                                                |